# Or Akiva
Or Akiva (in ebraico אוֹר עֲקִיבָא‎?) è una città situata nel distretto di Haifa, in Israele, nella pianura costiera del paese. Si trova nell'entroterra dall'antica città portuale di Caesarea sul mar Mediterraneo, ed è situata a nord della città di Hadera. Si trova 48 km a sud di Haifa e 39 km a nord di Tel Aviv. Nel 2017 aveva una popolazione di 17 759 abitanti. Lo stemma della città è inciso con un versetto biblico di Giobbe 8:7: "così sarà stato piccolo il tuo principio, ma la tua fine sarà grande oltremodo".